# Adalbert Pilch
Adalbert Pilch (* 16. Februar 1917 in Wien, Österreich-Ungarn; † 10. Dezember 2004 in Tulln) war ein österreichischer Maler und Grafiker.

## Leben
Nach dem Realschulabschluss im Jahr 1937 studierte Pilch an der Akademie der bildenden Künste in Wien in der Meisterschule für Malerei bei Wilhelm Dachauer, dem er bis zu dessen Tode eng verbunden blieb. 1940 bis 1945 wurde er eingezogen und kam zuerst nach Russland, dann wurde er als Kriegsmaler der Heeresmuseen nach Lappland, Italien, Griechenland und Jugoslawien entsandt. 1942 heiratete Pilch.
Nach Ende des Krieges 1945 begann Pilch mit der Illustration von Zeitschriften und wurde kurz darauf zur Mitarbeit an Schulbüchern und Wandbildern herangezogen. Für Kinder-, Jugend- und Schulbücher schuf er mehr als 4.000 Illustrationen. Nebenbei arbeitete er im Auftrage des Niederösterreichischen Landesmuseums an der künstlerischen Bestandsaufnahme alter Bauernhöfe, Hammerschmieden, Mühlen und Sägen. Er porträtierte Alt-Bundespräsidenten, Bundespräsidenten sowie Nationalratspräsidenten, Verkehrsminister und Generalpostdirektoren. Für das Heeresgeschichtliche Museum schuf er 200 Zeichnungen.
Ab 1950 war er Mitglied des Wiener Künstlerhauses. Die Öffentlichkeit wurde dort 1953 bei einer Sonderschau mit etwa 50 Werken auf ihn aufmerksam.
1968 zog Pilch nach Mauerbach bei Wien. 1970 wurde ihm der Professorentitel verliehen. In zahlreichen Ausstellungen stellte er sein Werk bis ins Jahr 2000 der Öffentlichkeit zur Ansicht. Das letzte Jahr verbrachte Pilch im Pensionistenheim Theresiaheim in Tulln. Er wurde am Ober Sankt Veiter Friedhof bestattet.

## Werk
Das Werk Adalbert Pilch umfasst Gemälde, Zeichnungen und Illustrationen. Bekannt wurde Pilch durch den Entwurf vieler Briefmarken.
1956 wurde ihm erstmals der Entwurf und die Gestaltung österreichischer Briefmarken aufgetragen. Der Sondermarken-Satz zum Weltpostkongress 1964 in Wien zeigt Postkutschen und -fahrzeuge auf Gemälden verschiedener Zeitepochen und Künstler:
Seine Jagdserie (1959), die Europamarke (1960), die Serien „Olympia 1963“ und „UPU 1964“ sowie die Sondermarke „Die Kunst der Donauschule“ (1965) fanden weltweite Anerkennung. Pilch hat im Laufe seines Lebens insgesamt 318 Briefmarken für die Österreichische Post, 30 für das Fürstentum Liechtenstein und 1 Briefmarke für Israel entworfen. Seine 1965 geschaffene „Kunst der Donauschule“ wurde zur „schönsten Briefmarke der Welt“ gewählt.

## Auszeichnungen
- 1987: Österreichisches Ehrenkreuz für Wissenschaft und Kunst
- 1987: Goldenes Verdienstzeichen des Landes Wien
- 1998: Silbernes Ehrenzeichen des Landes Wien
- Goldenes Ehrenzeichen für Verdienste um das Bundesland Niederösterreich